# سوخوي غلف ستريم اس-21
سوخوي غلف ستريم اس-21 (بالإنجليزية: Sukhoi-Gulfstream S-21)‏ هي طائرة أعمال أسرع من الصوت.